# Гаглоев, Владимир Михайлович
Влади́мир Миха́йлович Гагло́ев (осет. Гаглойты Владимир; 26 декабря 1928, с. Додоти — 12 февраля 1996, Москва, похоронен в Цхинвале) — известный осетинский писатель: прозаик, драматург и публицист. Выпускник Литературного института им. М. Горького, по окончании вуза вернулся в Южную Осетию.
В 1968—1976 годах работал главным редактором журнала «Фидиуæг» («Глашатай»).
В. М. Гаглоев много сделал для развития осетинского театра. В частности, им были переведены на осетинский «Доходное место» А. Островского, «Иркутская история» А. Арбузова, «Дали неоглядные» Николая Вирты, а также пьесы других авторов для постановки на сцене Юго-Осетинского драматического театра.
Владимир Гаглоев — автор пьес «Непокорённый народ» (1952), «Моя семья» (1955), «Залина» (1957). Пьесы Гаглоева ставились в Юго-Осетинском театре.
Романы Гаглоева «Пробуждение» и «Осетинское сказание» выходили относительно большими тиражами на русском языке. Его пьесы ставились русскими драматическими театрами в Рязани и Киеве.
Роман «Пробуждение» вышел в 2017 году в виде аудиокниги в профессиональной озвучке легендарного диктора северо-осетинского радио и телевидения Тасолтана Мамсурова. 

## Память

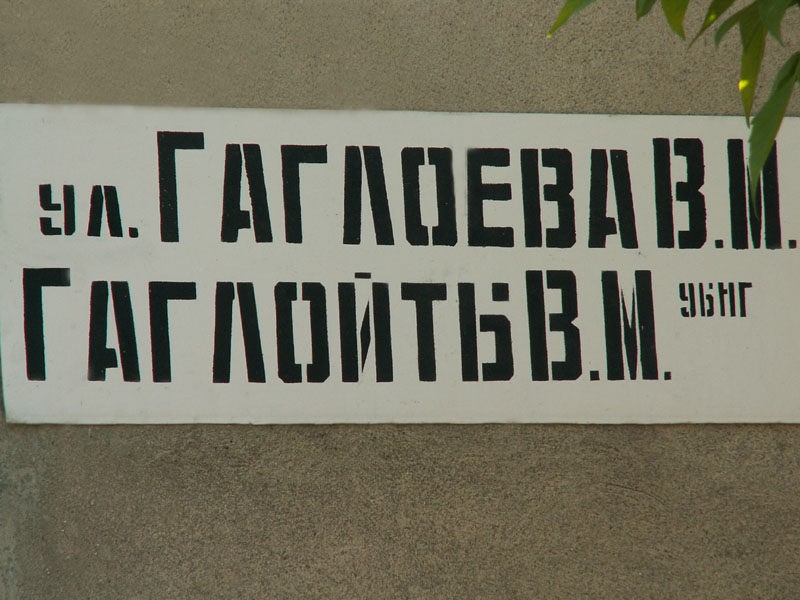
Улица Гаглоева в Цхинвале

Именем Гаглоева 15 мая 2003 года названа одна из улиц Цхинвала (бывшая улица Чавчавадзе).